# Dương Viết Á
Dương Viết Á (bút danh Minh Dương) sinh năm 1934 tại Quảng Bình, là phó giáo sư, nhà giáo nhân dân, nhạc sĩ Việt Nam, được tặng Giải thưởng Nhà nước về Văn học Nghệ thuật năm 2012. Ông là một trong những chuyên gia hàng đầu về lĩnh vực mỹ học của Việt Nam, đặc biệt là mỹ học trong âm nhạc.

## Tiểu sử
Dương Viết Á, bút danh là Minh Dương, sinh ngày 30 tháng 5 năm 1934, quê ở thôn Quảng Xá, xã Tân Ninh, huyện Quảng Ninh, tỉnh Quảng Bình. Bố ông là Dương Viết Nặc, từng là Phó ban khởi nghĩa Mặt trận Việt Minh huyện Quảng Ninh, Bí thư Huyện ủy huyện Tuyên Hóa, Bí thư Nông hội tỉnh. Mẹ ông, bà Trần Thị Giờ là cán bộ Ban chấp hành Phụ nữ tỉnh...
Thuở nhỏ, Dương Viết Á tự học thanh nhạc và tham gia văn nghệ nhà trường. Năm 1954, tốt nghiệp cấp 3, ông thi đỗ vào khoa Ngữ văn Trường đại học sư phạm Hà Nội, là sinh viên khóa đầu tiên. Ba năm sau, 1957, ông đỗ thủ khoa trong kỳ thi tốt nghiệp. Sau đó ông về công tác tại Trường âm nhạc Việt Nam (nay là Học viện Âm nhạc Quốc gia Việt Nam), giảng dạy văn học và mỹ học âm nhạc. Trước khi nghỉ hưu ông là Trưởng khoa Văn hóa, Học viện Âm nhạc Quốc gia Việt Nam.
Hiện ông nghỉ hưu tại Hà Nội.

## Sự nghiệp
Ngay từ nhỏ, cậu bé Dương Viết Á đã bộc lộ năng khiếu về âm nhạc và đã có những sáng tác ấn tượng. Đó là các bài hát ''Lúa về'', ''Vườn tăng gia em xanh''. Sau này, bài hát ''Lúa về'' được tuyển vào tập ca khúc chọn lọc "Quảng Bình quê ta ơi!" của nhiều tác giả trong cả nước, do Chi hội Nhạc sĩ Việt Nam tỉnh xuất bản năm 2004, trong dịp kỷ niệm 50 năm giải phóng Quảng Bình. Có thể nói, tác phẩm ''Lúa về'' đã để lại ấn tượng sâu đậm trong lòng những người yêu nhạc tỉnh nhà, đặc biệt là với người dân làng Quảng Xá.
Sau những tiểu luận văn học với bút danh Minh Dương, từ thập niên 60, Dương Viết Á chuyên viết về âm nhạc, soạn ca từ, dịch lời bài hát nước ngoài... chuyển sang chuyên ngành Mỹ học âm nhạc.
Dương Viết Á đã lựa chọn nghiên cứu lý luận, tức là lựa chọn cách tiếp cận âm nhạc bằng góc độ từ bên ngoài soi vào. Âm nhạc có phần lời ca, vì thế ông nghiên cứu về ngôn ngữ văn chương trong âm nhạc và ông được xem là người đầu tiên sáng lập ra môn học mới, môn Ca từ học. Không chỉ nghiên cứu về âm nhạc bằng cách tiếp cận từ văn học, Dương Viết Á là người luôn mong thay đổi, sáng tạo ra những góc tiếp cận mới. Năm 1963, ông tốt nghiệp lớp nghiên cứu sinh Mỹ học của chuyên gia Liên Xô. Từ đó, ông bắt đầu tìm tòi nghiên cứu về cái đẹp trong âm nhạc. Sau khi cho ra đời chuyên ngành Ca từ học như sự kết nối, giao thoa giữa văn chương và âm nhạc, ông đã xây dựng thành công một môn học mới, đó là môn Mỹ học âm nhạc và trực tiếp tham gia giảng dạy khoa Mỹ học âm nhạc từ đó. Nghiên cứu mỹ học nên thế giới quan của ông luôn tràn ngập về cái đẹp, về tình yêu, sự lạc quan và niềm tin.
Đam mê vẻ đẹp đích thực của âm nhạc suốt hơn nửa thế kỷ, Dương Viết Á đã cho ra đời nhiều công trình nghiên cứu âm nhạc khá kinh điển, như: Nguyên lý mỹ học (giáo trình, 1979), Phương pháp luận viết luận văn âm nhạc (tài liệu tham khảo,1992). Âm nhạc - lý luận và cây đời (tuyển tập tiểu luận và phê bình, 1994), Theo dòng âm thanh, cái đẹp sải cánh (giáo trình, 1996), Ca từ trong âm nhạc Việt Nam (chuyên luận, 2000), Âm nhạc Việt Nam từ góc nhìn văn hóa (2 tập, 2005), Mấy vấn đề về Văn hóa âm nhạc Việt Nam (Học viện Âm nhạc quốc gia Việt Nam, Hà Nội, 2009), Hà Nội ca, diễn trình nhận thức thẩm mỹ (Viện Âm nhạc Hà Nội, 2014), Phạm trù cái cao cả trong âm nhạc Việt Nam (NXB Chính trị quốc gia Sự thật, 2019), đặc biệt là bộ sách đồ sộ gồm 5 tập "1000 năm âm nhạc Thăng Long-Hà Nội" do ông làm chủ biên... và nhiều bài đăng tải trên báo chí, sóng phát thanh.
Hơn 60 năm làm việc trên giảng đường, ông đã góp phần đào tạo nhiều tài năng lớn trong lĩnh vực văn học nghệ thuật, như: NSND Đặng Thái Sơn, Nghệ sĩ Tôn Nữ Nguyệt Minh, GS,TS, NGND, Anh hùng lao động Trần Thu Hà, PGS, NSND Trung Kiên, GS, nhạc sĩ Ca Lê Thuần, NSND Chu Thúy Quỳnh, NSND Phùng Nhạn, NSND Đàm Liên, NSND Lâm Tới, NSND Lê Khanh, các nhạc sĩ như: Trần Tiến, Nguyễn Cường, An Thuyên, Đức Trịnh, Văn Thành Nho, Phạm Minh Tuấn, Linh Nga Nie Kđăm...
| “ | ...Phó Giáo sư, Nhà giáo nhân dân Dương Viết Á là nhà khoa học, nhà giáo đã dành tâm huyết trọn đời gắn bó với nền Âm nhạc Cách mạng Việt Nam, có những cống hiến quan trọng trong nghiên cứu và giảng dạy, trở thành chuyên gia đầu ngành trong lĩnh vực Mỹ học và Âm nhạc Việt Nam... | ” |
| — Phó Giáo sư, Tiến sĩ Nguyễn Thế Kỷ - Chủ tịch Hội đồng Lý luận, phê bình văn học, nghệ thuật Trung ương | |   |

Năm 2012, ông được tặng Giải thưởng Nhà nước về Văn học Nghệ thuật với các lý luận và phê bình: Âm nhạc – Lý luận và cây đời, Âm nhạc Việt Nam từ góc nhìn văn hóa, sách biên khảo Theo dòng âm thanh cái đẹp sải cánh, sách Ca từ trong Âm nhạc Việt Nam và Giáo trình Mỹ học Âm nhạc.

## Tác phẩm chính

### Ca khúc
- ''Lúa về''
- ''Vườn tăng gia em xanh''

### Sách
- Nguyên lý Mỹ học (giáo trình, 1979)
- Phương pháp luận viết luận văn âm nhạc (tài liệu tham khảo, 1992)
- Âm nhạc - lý luận và cây đời (tuyển tập, 1994)
- Theo dòng âm thanh, cái đẹp sải cánh (giáo trình, 1996)
- Ca từ trong âm nhạc
- Âm nhạc Việt Nam từ góc nhìn văn hóa (2 tập)
- Mấy vấn đề về Văn hóa âm nhạc Việt Nam
- Hà Nội ca, diễn trình nhận thức thẩm mỹ
- Phạm trù cái cao cả trong âm nhạc Việt Nam
- 1000 năm âm nhạc Thăng Long - Hà Nội ...

## Vinh danh
- Nhà giáo nhân dân (2008)[3]
- Giải thưởng Nhà nước về Văn học Nghệ thuật năm 2012.

### Giải thưởng âm nhạc
- Giải Ba của Hội Nhạc sĩ Việt Nam cho cuốn sách Âm nhạc - lý luận và cây đời (1994)
- Giải dành riêng cho sách biên khảo: cuốn sách Theo dòng âm thanh, cái đẹp sải cánh (Hội Nhạc sĩ Việt Nam, 1996)
- Giải Ba năm 2000 của Hội Nhạc sĩ Việt Nam cuốn: Ca từ trong âm nhạc Việt Nam
- Giải đặc biệt của Hội Nhạc sĩ Việt Nam 2004 cuốn Hợp tuyển tài liệu nghiên cứu lý luận phê bình âm nhạc Việt Nam thế kỷ XX (nhóm tác giả Tô Ngọc Thanh, Vũ Nhật Thăng, Đặng Hoành Loan, Dương Viết Á, Nguyễn Thị Minh Châu, Bùi Trọng Hiến, Nguyễn Ánh Nguyệt, Hoàng Trường)[7]
- Giải Nhì Hội Nhạc sĩ Việt Nam cuốn sách: Âm nhạc Việt Nam từ góc nhìn văn hóa (năm 2006)
- Giải đặc biệt xuất sắc Hội nhạc sĩ Việt Nam cùng nhóm tác giả bộ sách 1000 năm âm nhạc Thăng Long – Hà Nội (tổng tập 5 quyển – 2010).

Nguồn: